# Justin Robinson (baloncestista de 1987)
Justin Robinson (Brixton, Londres, 17 de octubre de 198) es un jugador de baloncesto británico que actualmente se encuentra sin equipo. Con 1,88 metros de altura juega en la posición de Base. Es internacional absoluto con Gran Bretaña.

## Carrera

### Inicios
Se formó en la cantera de los Brixton TopCats británicos.

### High School
En 2005, se marchó a Estados Unidos para unirse a la Blair Academy, situada en Blairstown, Nueva Jersey.
Como júnior ganó la Mid-Atlantic Prep League y fue elegido en el mejor quinteto de la Mid-Atlantic Prep League y en el segundo mejor quinteto del estado de Nueva Jersey por The Star-Ledger of Newark. 
Como sénior fue subcampeón de la Mid-Atlantic Prep League. Fue el máximo asistente (por 2.ª temporada consecutiva; 6 asistencias por partido) y el 2.º máximo anotador (12 puntos por partido) del equipo como sénior.

### Universidad
Tras graduarse en 2007, asistió a la Universidad de Rider, situada en Lawrenceville, Nueva Jersey, donde cumplió su periplo universitario de cuatro años (2007-2011).
Freshman
En su primera temporada, su año freshman (2007-2008), jugó 33 partidos (31 como titular) con los Broncs con un promedio de 6,4 puntos (38,6 % en triples y 74,1 % en tiros libres), 2,1 rebotes, 2,9 asistencias y 1 robo en 21,7 min. Fue el 2.º máximo asistente, el 4.º en robos, el 5.º máximo anotador y el 5.º en min disputados del equipo.
Anotó 10 o más puntos en 8 partidos (todos fuera de casa). En su primer partido en el Alumni Gym, en la victoria contra los Delaware Fightin' Blue Hens, dio 5 asistencias y robó 3 balones. Metió 13 puntos contra los NC State Wolfpack (tan solo era su 4.º partido universitario) en el ESPN'S Old Spice Classic en Orlando, Florida.
Finalizó la temporada en la Metro Atlantic Athletic Conference como el 10.º en asistencias totales (97), el 11.º máximo asistente y el 16.º en partidos disputados.
Sophomore
En su segunda temporada, su año sophomore (2008-2009), jugó 30 partidos (27 como titular) con los Broncs con un promedio de 10,4 puntos (43,7 % en triples y 83,3 % en tiros libres), 3,4 rebotes, 2,5 asistencias y 1,2 robos en 29,1 min.
Tuvo el mejor % de triples de toda la Metro Atlantic Athletic Conference. Anotó 19 puntos en las semifinales de la Metro Atlantic Athletic Conference.
Finalizó la temporada en la Metro Atlantic Athletic Conference como el 14.º máximo asistente y el 14.º en asistencias totales (76), el 17.º en robos por partido y el 18.º en robos totales (37).
Júnior
En su tercera temporada, su año júnior (2009-2010), jugó 33 partidos (todos como titular) con los Broncs con un promedio de 13,3 puntos (44,8 % en triples y 88,3 % en tiros libres), 3,5 rebotes, 2,8 asistencias y 1,5 robos en 32,8 min. Fue elegido en el mejor quinteto del torneo Cancun Challenge Mayan Division.
Anotó 27 puntos (máxima de su carrera universitaria) en el último partido en casa, contra los Canisius Golden Griffins. Metió 15 puntos en la victoria contra los Mississippi State Bulldogs. Marcó 23 puntos, cogió 5 rebotes y robó 4 balones en la victoria contra los Florida A&M Rattlers en Cancún. Anotó 21 puntos en la victoria contra los Saint Joseph's Hawks. 
Metió 11 puntos, atrapó 5 rebotes y repartió 8 asistencias (máxima de su carrera universitaria) en la victoria contra los Saint Peter's Peacocks. Marcó 19 puntos y cogió 4 rebotes en la victoria contra los Monmouth Hawks. Metió 2 triples en el último 1:45 de partido y anotó 2 tiros libres a 9,5 seg del final, para dar la victoria a los Broncs sobre los Manhattan Jaspers.
Finalizó la temporada en la Metro Atlantic Athletic Conference con el 2.º mejor % de tiros libres y fue el 4.º en triples anotados (64), el 8.º en min totales disputados (1,084), el 9.º en robos por partido, asistencias totales (91) y robos totales (48), el 11.º máximo asistente, el 12.º en puntos totales (439), el 13.º en tiros de campo anotados (146) y min por partido, el 15.º máximo anotador y el 15.º en tiros libres anotados (83), el 16.º en partidos disputados.
Sénior
En su cuarta y última temporada, su año sénior (2010-2011), jugó 34 partidos (todos como titular) con los Broncs con un promedio de 15,2 puntos (42,7 % en triples y 90,9 % en tiros libres), 2,9 rebotes, 3,8 asistencias y 1 robo en 33,6 min. A final de temporada fue elegido en el mejor quinteto de la Metro Atlantic Athletic Conference y en el mejor quinteto del distrito 1 por la Asociación Nacional de Entrenadores de Baloncesto.
Fue el capitán del equipo. Empezó la temporada a 36 puntos de llegar a los 1,000. Tuvo dos rachas de tiros libres consecutivos (22 tiros libres y 26 tiros libres respectivamente)..
Finalizó la temporada en la Metro Atlantic Athletic Conference con el mejor % de triples y de tiros libres y fue el 1.º en triples anotados (88), el 3.º en puntos totales (516), el 5.º máximo anotador y el 5.º en asistencias totales (130), el 6.º en min totales disputados (1,141) y tiros de campo anotados (164), el 7.º máximo asistente y el 7.º en tiros libres anotados (100), el 9.º en min por partido, el 12.º en partidos disputados y el 18.º en robos totales (35).
Promedios
Disputó un total de 130 partidos (125 como titular) con los Rider Broncs entre las cuatro temporadas, promediando 11,4 puntos (43,1 % en triples y 85,7 % en tiros libres), 2,9 rebotes, 3 asistencias y 1,2 robos en 29,3 min de media.
Terminó su periplo universitario en la Metro Atlantic Athletic Conference como el 18.º en partidos disputados, el 25.º en asistencias totales (394) y el 26.º en triples anotados (207).

### Profesional

#### Maroussi BC
Tras no ser seleccionado en el Draft de la NBA de 2011, vivió su primera experiencia como profesional en el Maroussi BC griego en la temporada 2011-2012, aunque solo jugó un partido (ningún punto en 2,2 min).

#### Pizza Express Limassol
En octubre de 2011, firmó para el resto de temporada 2011-2012 por el Pizza Express Limassol chipriota.
Disputó 16 partidos de liga con el conjunto de Limassol, promediando 11,1 puntos (40,5 % en triples y 78 % en tiros libres), 2,6 rebotes, 3,5 asistencias y 1,1 robos en 25,8 min de media.

#### BC Kiev
El 6 de agosto de 2012, fichó por el BC Kiev ucraniano para la temporada 2012-2013, aunque abandonó el equipo en febrero de 2013.
Disputó 33 partidos de liga con el cuadro de Kiev, promediando 10,7 puntos (73,1 % en tiros libres), 2,8 rebotes y 4,1 asistencias en 32,4 min de media.

#### Uppsala Basket
El 3 de marzo de 2013, firmó para el resto de temporada 2012-2013 por el Uppsala Basket sueco.
Disputó 3 partidos de liga y 4 de play-offs con el conjunto de Uppsala, promediando en liga 9,3 puntos (40 % en triples y 75 % en tiros libres), 1 rebote, 2 asistencias y 2,3 robos en 20,7 min de media, mientras que en play-offs promedió 3,8 puntos (100 % en tiros libres), 1,5 rebotes y 1 asistencia en 11,3 min de media.

#### Hungría
El 15 de septiembre de 2013, fichó por el Vanoli Cremona para la temporada 2013-2014, pero no llegó a debutar.
El 3 de noviembre de 2013, firmó para la temporada 2013-2014 por el Falco KC Szombathely húngaro, aunque no terminó la temporada allí.
Disputó 12 partidos de liga con el cuadro de Szombathely, promediando 14,5 puntos (38,2 % en triples y 83,3 % en tiros libres), 2 rebotes, 2,7 asistencias y 1,1 robos en 32 min de media.
Terminó la temporada 2013-2014 en el Atomerőmű SE húngaro.
Disputó 9 partidos de liga con el conjunto de Paks, promediando 7 puntos (82,6 % en tiros libres), 2 rebotes, 2,2 asistencias y 1,4 robos en 23,3 min de media.

#### Regreso al Forex Time Apollon Limassol
El 12 de noviembre de 2014, fichó por el Forex Time Apollon Limassol chipriota para la temporada 2014-2015, abandonando el equipo en febrero de 2015.
Disputó 12 partidos de liga con el cuadro de Limassol, promediando 14,3 puntos (53,3 % en tiros de 2, 34,7 % en triples y 69,2 % en tiros libres), 3,5 rebotes, 3,1 asistencias y 2,1 robos en 34,2 min de media.

#### Grecia
El 25 de febrero de 2015, firmó para el resto de temporada 2014-2015 por el VAP Kolossos Rodou griego.
Disputó 9 partidos de liga y 2 de play-offs con el conjunto de Rodas, promediando en liga 6,6 puntos (47,8 % en triples y 100 % en tiros libres), 1,6 asistencias y 1,3 robos en 16,6 min de media, mientras que en play-offs promedió 5,5 puntos (60 % en triples), 1,5 rebotes y 2,5 asistencias en 18 min de media.
El 31 de agosto de 2015, fichó por el Aries Trikala B.C. griego para la temporada 2015-2016.
Disputó 24 partidos de liga con el cuadro de Trikala, promediando 12,3 puntos (39,5 % en triples y 85,5 % en tiros libres), 2 rebotes y 2,1 asistencias en 27,2 min de media.
A final de temporada recibió una mención honorable A1 Ethniki por Eurobasket.com.

#### Union Olimpija
El 17 de agosto de 2016, firmó para la temporada 2016-2017 por el Union Olimpija esloveno, pero el 29 de agosto de 2016, dejó el equipo tras haber disputado un amistoso con ellos.

#### Vuelta a Grecia y paso por Francia
El 26 de septiembre de 2016, firma con el Doxa Lefkadas. Dejó el club tras 19 encuentros, y el 16 de marzo de 2017, firmó con el equipo francés de la Pro B, el Saint-Quentin para lo que quedaba de temporada.

#### London Lions
El 23 de agosto de 2017, firmó popr los London Lions de la British Basketball League (BBL).
En sus dos primeros años consiguió ser el MVP de la BBL. Motivo por el que renovó su contrato por otros dos años, el 13 de julio de 2020.

## Selección británica
Categorías Inferiores
Disputó con las categorías inferiores de la selección británica el Europeo Sub-18 División B de 2005, celebrado en Ružomberok, Eslovaquia, donde Gran Bretaña quedó en 14.ª posición.
Jugó 4 partidos con un promedio de 9,8 puntos (69,6 % en tiros libres), 3,5 rebotes, 1,8 asistencias y 2,3 robos en 30 min de media.
Absoluta
Hizo su debut con la Selección de baloncesto de Gran Bretaña en 2009, en un amistoso contra la Selección de baloncesto de Polonia.
Disputó la fase de clasificación para el EuroBasket 2011, celebrado en Lituania, logrando Gran Bretaña clasificarse tras quedar 1.ª del Grupo B.
Jugó 5 partidos con un promedio de 1,6 puntos (50 % en tiros de 2 y 100 % en triples) en 4 min de media.
Disputó el EuroBasket 2013, celebrado en Eslovenia, donde Gran Bretaña quedó en 17.ª posición.
Jugó 4 partidos con un promedio de 2,3 puntos (100 % en tiros libres) y 1 rebote en 11,8 min de media.